# Micoletzkyia anomala
Micoletzkyia anomala är en rundmaskart som beskrevs av Christian Wieser 1953. Micoletzkyia anomala ingår i släktet Micoletzkyia och familjen Phanodermatidae. Inga underarter finns listade i Catalogue of Life.